# قزم فائق البرودة

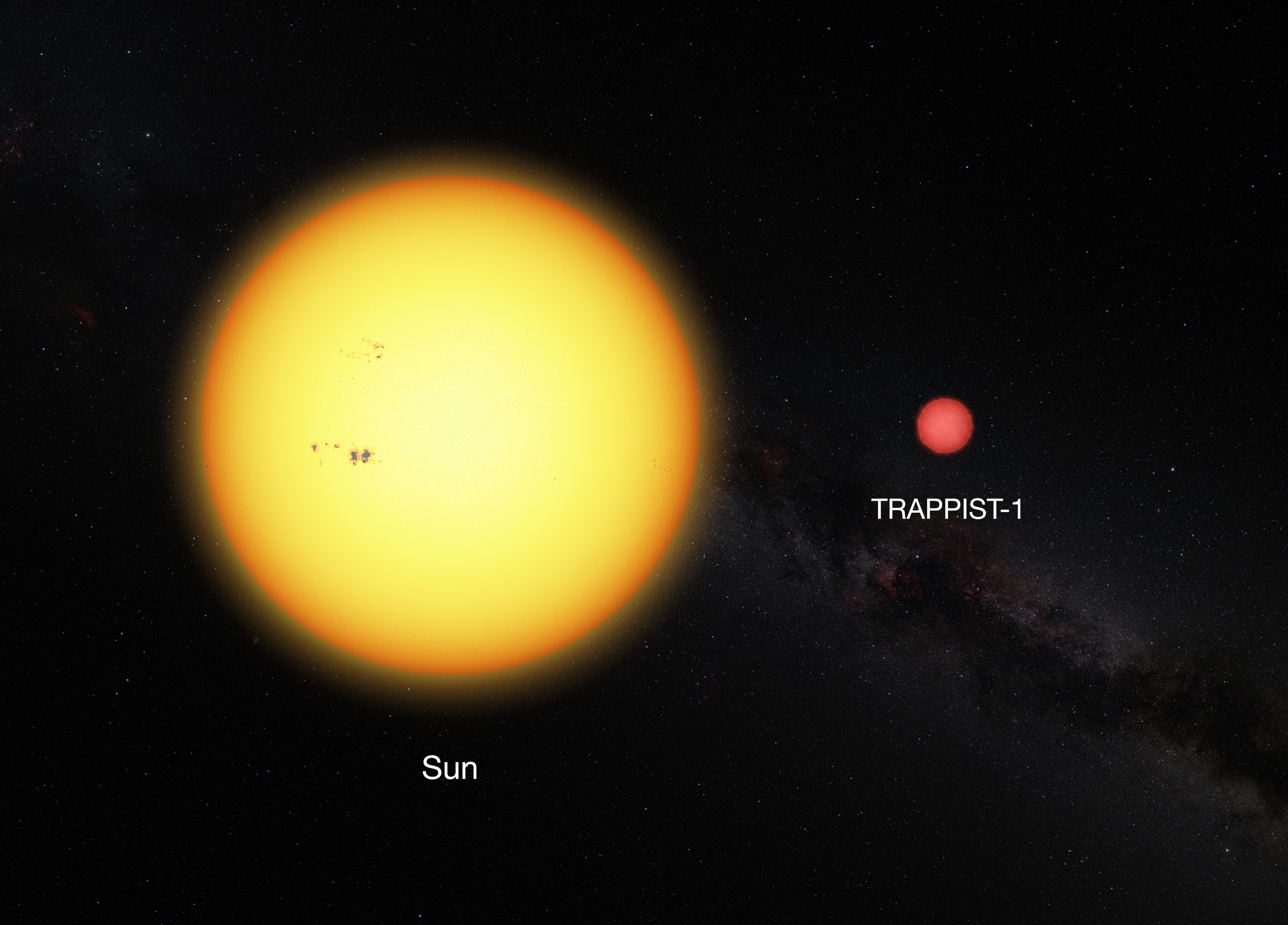
مقارنة بين حجم الشمس ونجم ترابيست-1 (نجم فائق البرودة)

القزم فائق البرودة هو نجم أو قزم بني تكون درجة حرارته الفعالة أقل من 2700 كلفن (2,430 مئوية، 4,400 فهرنهايت). ترابيست-1 هو مثال معروف على نحو واسع على القزم فائق البرودة.
وبسبب بطء اندماج الهيدروجين بالمقارنة مع أنواع النجوم الأخرى منخفضة الكتلة، تقدر فترة حياة النجم بأنها تتجاوز المائة مليار سنة، وبما أن عمر الكون هو «فقط» 13.8 مليار سنة، فكل النجوم فائقة البرودة هي حديثة العهد نسبيًا.